# Valabre
Valabre est un quartier situé au nord de la ville de Gardanne, dans le département français des Bouches-du-Rhône, en région Provence-Alpes-Côte d'Azur.

## Histoire

### Le domaine privé
La première mention du site apparaît en 1299, dans un acte de vente à Lavabre. En 1407, un autre acte de vente mentionne la bastide de Lavabre avec son moulin, ses prairies et ses terres cultes et incultes. Hugues, fils de Jacques Bérenguier, chevalier, fut propriétaire de la bastide de la Valabre, en 1361. Il est vendu à la veuve Toussaint Guérin en 1500, et c'est à cette époque que, par métathèse, son nom devient Valabre. Entre 1573 et 1583 est construite la bâtisse aux Quatre Tours, appelée aujourd'hui de façon fantaisiste et inexacte le pavillon de chasse du Roi René.
En 1632, Antoine de Gautier crée l'actuel domaine de Valabre et, en 1636, il achète une ferme à l'ouest, qui deviendra plus tard le parc de loisirs de Gardanne. En 1645, il hérite de Joseph Gautier la bâtisse aux Quatre Tours. Pierre de Gueydan achète, en 1683, le domaine, pour la somme de 19 000 livres. Il remplace la bastide roturière par un château (actuellement occupé par le Centre inter-régional de formation de la sécurité civile) et agrandit le domaine. De 1691 à 1714, les Gueydan sont conseillers du roi auditeur-archivaire en la chambre des comptes, et achètent la charge de président à la chambre des comptes de Provence (équivalent d'un trésorier-payeur général aujourd'hui). Le roi Louis XV érige en marquisat la terre des Gueydan en 1752.
En 1758, le tisseur lyonnais Jean-Michel Sibillon ouvre à Valabre une fabrique de toiles imprimées (indiennes).

### La propriété de la ville

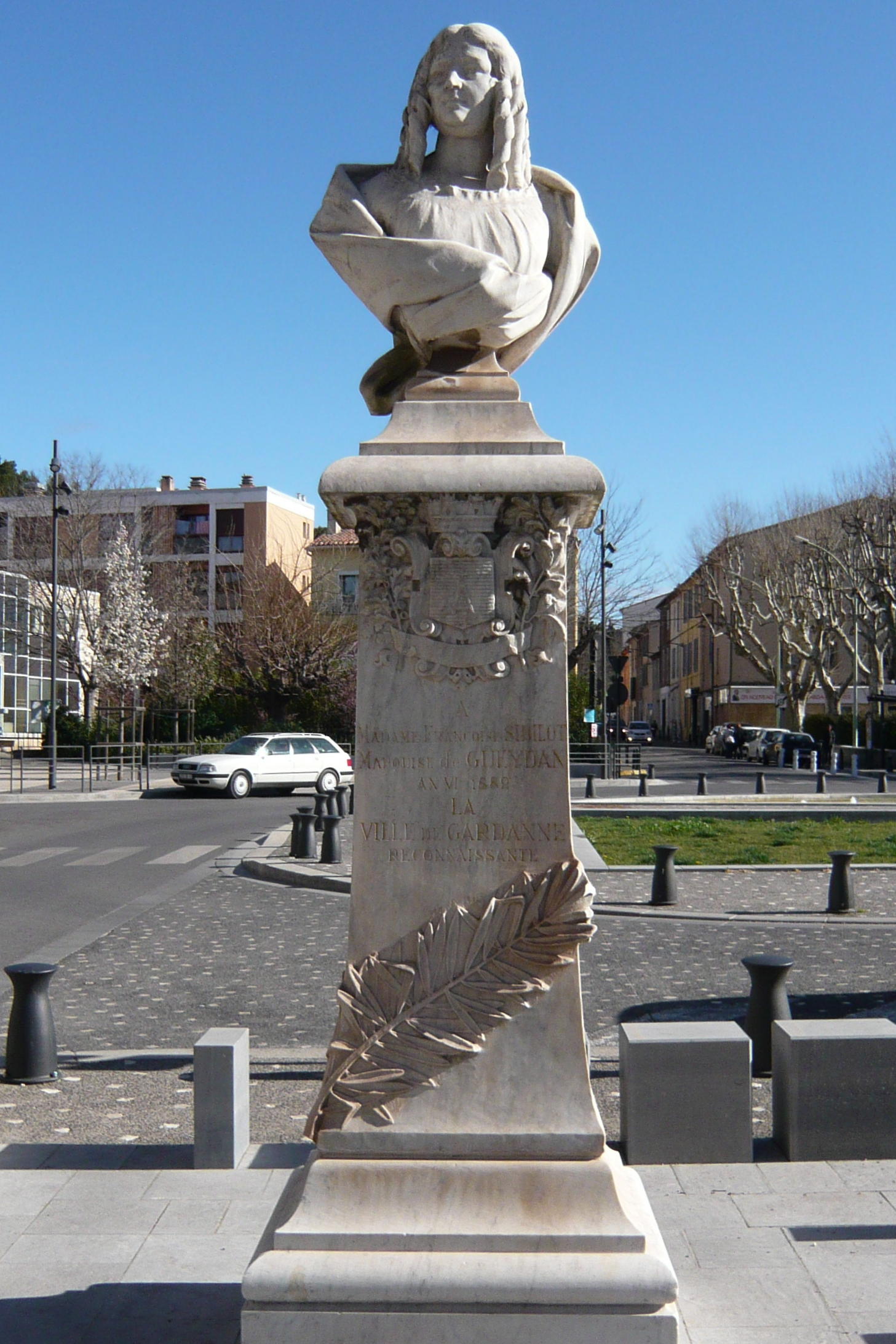
Statue dédiée à la marquise de Gueydan, cours de la République à Gardanne.

Le château de Valabre et le domaine de 250 ha qui l'entoure, sont légués, le 10 mai 1880, à la ville de Gardanne, par Françoise Sibilot (an VI-1882), marquise de Gueydan, à condition « d'y fonder et faire fonctionner un établissement public qui prendra le nom d'Institut agronomique de Valabre et sera destiné à élever, instruire et former des jeunes gens dans la science et la pratique de l'agriculture ». La ville de Gardanne en devient propriétaire à la mort de la marquise. En 1884, l’Institut agronomique de Valabre ouvre ses portes au château. Il est fermé entre 1943 et 1946.
En 1959 et 1960, la ville de Gardanne aménage, à l'ouest du château, un parc de loisirs de sept hectares. Des bâtiments nouveaux sont construits en 1963 pour l'Institut agronomique de Valabre, qui devient un lycée agricole.
En 1967, le sous-préfet Francis Arrighi installe, au château de Valabre, le Centre inter-régional de formation de la sécurité civile (CIFSC), devenu École d'application de sécurité civile (ECASC).
En 1970, le Centre de formation professionnelle et de promotion agricole (CFPPA) est ouvert aux stagiaires adultes et aux apprentis.
1979 voit la création du Centre inter-régional de coordination opérationnelle de la sécurité civile (CIRCOSC), devenu le Centre opérationnel de zone (COZ) dans un préfabriqué près du CIFSC. Un bâtiment en dur est construit en 1985, utilisé conjointement par le COZ et le ECASC.
Le conseil régional de Provence-Alpes-Côte-d'Azur transforme, en 1986, le pavillon du Roi René en Centre d'information pour la forêt. En 1989, le conseil régional et l'Entente interdépartementale pour la forêt méditerranéenne créent une Fondation pour la protection de la forêt méditerranéenne, sous l'égide de la Fondation de France. Elle devient plus tard l'Institut pour la forêt. Elle occupe un petit local dans le pavillon du Roi René.
À sa création, en 1990, l'État-major de zone de défense-sud (EMZ sud) rejoint dans ses locaux le COZ, qui en devient l'élément opérationnel. L'Entente interdépartementale pour la forêt méditerranéenne, jusque-là installée à la préfecture de Marseille, quitte celle-ci en 1993 pour Valabre.
En 1997, une bergerie en ruines, à l'est du domaine, est transformée en Écomusée de la forêt par l'Institut qui y transfère ses bureaux.

## Enseignement
Le château de Valabre abrite l’École d'application de sécurité civile (Ecasc) et l’établissement public local Aix-Valabre-Marseille.

### École d'application de sécurité civile
L'école dispense des formations à la protection des personnes, des biens et de l’environnement et, plus particulièrement, la préservation de la forêt méditerranéenne. Dans le cadre du schéma national de formation piloté par la direction de la défense et de la sécurité civiles, l'Ecasc est devenu le centre national de formation agréé par le ministère de l’Intérieur en matière de lutte contre les feux de forêts et de plongée subaquatique.
L'école dispense des enseignements en matière de secourisme, de risques chimiques, biologiques et radiologiques, de conduite tout-terrain, de sauvetage-déblaiement, de secours en milieux périlleux et en montagne, de cynotechnie, de sauvetage aquatique et subaquatique, de transmissions, de formation pélicandrome, et d’éducation physique et sportive. Elle prépare aux concours de major, de lieutenant et de capitaine de sapeur-pompier.
Les enseignants sont majoritairement issus des corps départementaux de sapeurs-pompiers de France. L'école dispose de terrains de manœuvres, de salles didactiques et d'un logiciel de simulation de feux de forêts.

### Établissement public local Aix-Valabre-Marseille
L'établissement public local Aix-Valabre-Marseille (EPL Valabre) regroupe cinq établissements agricoles, dont deux à Valabre : le lycée d'enseignement général et technologique agricole d'Aix-Valabre (LEGTA Valabre) et le centre de formation professionnelle et de promotion agricoles d'Aix-Valabre (CFPPA de Valabre). Ces deux établissements dépendent du ministère de l'Alimentation, de l'Agriculture et de la Pêche et assurent des formations aux métiers de l'agriculture, de la forêt, de la nature et des territoires. Ils sont desservis par une navette avec la gare de Gardanne.

#### Legta Valabre
C'est un lycée public dépendant du Ministère de l'agriculture. Le Legta propose dans l'enseignement secondaire des classes dans les trois voies de formations : générale, technologique et professionnelle. La seconde générale et technologique, option EATDD (Écologie, Agronomie, Territoire et Développement durable), qui peut se poursuivre par une première et terminale en baccalauréat général (spécialités biologie-écologie, physique-chimie, mathématiques complémentaires) ou par une première et terminale en baccalauréat technologie STAV (Sciences et Technologies de l'Agronomie et du Vivant) option aménagement et valorisation des espaces ou technologies des productions agricoles. Dans la voie professionnelle, il propose une classe de seconde SAPAT (Services aux personnes et aux territoires) qui se poursuit en première et terminale. Pour l'enseignement supérieur, il propose deux classes de brevet de techniciens supérieurs (BTSA). Une avec l'option APV (Agronomie et Productions Végétales) et l'autre avec l'option GPN (Gestion et Protection de la Nature). Il accueille en moyenne 370 lycéens et étudiants, et 45 enseignants. Son internat de 200 places, en chambre simple, double ou triple, est destiné aux élèves de l'enseignement secondaire.

#### CFPPA Valabre
Le Centre de Formation Professionnelle et de Promotions agricoles propose des formations diplômantes continues ou par apprentissage du CAP à la Licence Pro, des formations certifiantes et qualifiantes à destination des salariés, des entreprises, des demandeurs d’emploi et à destination de tous types de publics. Il comporte 3 filières : métiers verts, métiers de l'agriculture et de l'alimentation, métiers de l'animal. Le CFPPA accueille 498 stagiaires année civile 2020 (DRTEFP) et a dispensé 111 781 heures de formation - année civile 2020 (DRTEFP). Il possède une antenne à Marseille et ouvre une nouvelle antenne à Auriol en septembre 2021.

##### les formations
- En formation continue
  - Bac Pro Aménagements Paysagers
  - BPA Travaux d’Aménagements Paysagers
  - BTSA Gestion et Protection de la Nature
  - Licence Pro ECO RSE
  - Titre Ouvrier du Paysage
  - CAPA Jardinier-Paysagiste
  - CAPA Maréchal-Ferrant
  - Agent de Prévention et de Sécurité
  - CP Agent Cynophile de Sécurité
  - Auxiliaire Spécialisé Vétérinaire
  - Auxiliaire Vétérinaire Qualifié
  - BP Responsable d’Entreprise Agricole
  - BTSA Anabiotec
  - Action de formation préparatoire aux métiers de l’agroalimentaire et de l’alimentation
  - Action de formation préparatoire aux métiers de l’agriculture et de l’aménagement paysage

- En apprentissage
  - Bac Pro Aménagements Paysagers
  - BTS GPN mer
  - Licence Pro ECO RSE
  - BPA Travaux d’Aménagements Paysagers
  - CAPA Jardinier-Paysagiste
  - BP Aménagements Paysagers
  - CAPA Maréchal-Ferrant
- Formations courtes
  - Certiphyto
  - Certibiocide
  - stage installation agricole 21 heures…

#### Exploitation agricole
L'EPL possède également une exploitation agricole, qui sert d'outil de démonstration pédagogique. Elle comporte 60 ha de grandes cultures irriguées, 12 ha de vignes (dont 2 ha en appellation d'origine contrôlée côtes de Provence), 2 ha de culture d'oliviers, 500 m2 de vergers (pommiers), 10 km2 d'alpages dans le département des Alpes-de-Haute-Provence et 2 km2 de forêt. Les cultures sont progressivement converties à l'agriculture biologique. L'exploitation gère également la cave du Domaine de Valabre, qui pratique la vente directe des productions.
La vigne produit, annuellement, 400 hL en vin de pays des Bouches-du-Rhône, rosé et rouge et 60 hL de vin en appellation d'origine contrôlée (AOC) Côtes de Provence. Le vin de pays rosé 2009 a obtenu la médaille de bronze au Concours général de Paris, en 2010. Les vins de pays sont un assemblage de grenache, cinsault, syrah, mourvèdre, marsellan, caladoc, sauvignon blanc et ugni blanc. Les AOC rouge et rosé, un assemblage de grenache et de syrah. Le jus de pomme est un mélange de Granny-Smith, Golden et Red One. La cave commercialise également de l'huile d'olive.

## Pôle forêt
Le site de Valabre accueille l'Entente pour la forêt méditerranéenne, l'association Forestour, l'Observatoire de la forêt méditerranéenne, le Centre opérationnel de zone (COZ), et l'Institut pour la forêt méditerranéenne.

### Entente pour la forêt méditerranéenne
L’Entente réunit 29 collectivités de quatorze départements. Depuis la loi de modernisation de la sécurité civile de 2004, l’établissement public est ouvert aux régions, la collectivité territoriale de Corse étant la première adhérente. C’est un partenaire de l’État pour la protection de la forêt contre l’incendie. Elle intervient dans les domaines de l'information et la prévention, la formation, la recherche et les nouvelles techniques de lutte contre l'incendie. Elle gère une centre d'essais et de recherche.

### Centre opérationnel de zone et l'état-major interministériel de zone de défense et de sécurité Sud
Le Centre opérationnel de zone assure la remontée permanente du renseignement de sécurité nationale, en matière de sécurité civile, sécurité intérieure et de sécurité économique. Il coordonne l'ensemble des moyens de la zone de défense et de sécurité Sud (moyens aériens, hélicoptère de la sécurité civile, sapeurs-Pompiers, unités de forces mobiles, moyens spécialisés…). La mission du COZ Sud est la gestion quotidienne des crises plus ou moins importantes. Il est placé sous le commandement d'un officier de l'armée de terre, appartenant aux Formations militaires de la sécurité civile (Formisc). Des sous-officiers de l'armée de terre (Formisc) et quelques personnels civils du MININT occupent les fonctions d'officier de permanence et des militaires du rang exercent les fonctions de gradé de poste de commandement. Le COZ assure une veille opérationnelle 24h/24. C'est l'organe opérationnel du chef d'état-major interministériel de zone de défense et de sécurité (CEMIZ), qui est en principe un officier sapeur-pompier. Le COZ Sud est le centre opérationnel du préfet de zone, et toutes les informations lui remontent par son intermédiaire. L'été, Météo France y possède un centre de prévisions du risque météorologique dans le cadre de la campagne des feux de forêts. Depuis 2017, le COZ Sud a été transféré à Marseille (Bouches-du-Rhône), dans les anciens locaux du centre régional d'information et de circulation routière (CRICR). Il n'est plus physiquement à Valabre (Bouches-du-Rhône).

## Patrimoine
Le site de Valabre abrite un pavillon de chasse du XVIe siècle, le pavillon de chasse du Roi René, monument historique inscrit par arrêté du 12 janvier 1931. Il abrite aussi un écomusée de la forêt méditerranéenne. L'ensemble constitue un exceptionnel patrimoine historique et environnemental.